# Macrodactylus subvittatus
Macrodactylus subvittatus är en skalbaggsart som beskrevs av Hermann Burmeister 1855. Macrodactylus subvittatus ingår i släktet Macrodactylus och familjen Melolonthidae. Inga underarter finns listade i Catalogue of Life.